# Vitesse aréolaire
 (octobre 2018).
Si vous disposez d'ouvrages ou d'articles de référence ou si vous connaissez des sites web de qualité traitant du thème abordé ici, merci de compléter l'article en donnant les références utiles à sa vérifiabilité et en les liant à la section « Notes et références ».
La vitesse aréolaire est une grandeur qui exprime la limite du rapport de l'accroissement infinitésimal d'une aire balayée par le rayon vecteur d'un mobile sur un accroissement infinitésimal de temps. C'est la dérivée première par rapport au temps de l'aire balayée par le rayon vecteur d'un mobile. C'est le rapport de cette aire au temps employé. Elle se définit par :
où A étant l'aire du secteur balayé par le rayon vecteur ρ, θ étant l'angle parcouru, {\displaystyle {\frac {\mathrm {d} \theta }{\mathrm {d} t}}} étant la vitesse angulaire.

## Notation
La vitesse aréolaire est couramment notée {\displaystyle {\dot {A}}}, symbole correspondant à la lettre latine A avec un point suscrit.
ExplicationA est la notation de la surface ou aire. Le point suscrit est utilisé pour exprimer que {\displaystyle {\dot {A}}} est la dérivée première de A par rapport au temps.

## Dimension et unité
La dimension de la vitesse aréolaire est :
{\displaystyle [{\dot {A}}]=\mathrm {L^{2}} \cdot {\mathrm {T} ^{-1}}.}
Explication{\displaystyle [{\dot {A}}]={\frac {[A]}{[t]}}={\frac {\mathrm {L^{2}} }{\mathrm {T^{1}} }}=\mathrm {L^{2}} \cdot {\mathrm {T} ^{-1}}.}
Le mètre carré par seconde, unité dérivée du Système international (SI), est son unité.

## Expressions
La vitesse aréolaire moyenne s'exprime par :
{\displaystyle {\dot {A}}={\frac {\Delta {A}}{\Delta {t}}}.}
La vitesse aréolaire instantanée s'exprime par :
{\displaystyle {\dot {A}}=\lim _{\Delta {t}\rightarrow {0}}{\frac {\Delta {A}}{\Delta {t}}}={\frac {\mathrm {d} A}{\mathrm {d} t}}={\frac {1}{2}}{r^{2}}{\frac {\mathrm {d} \theta }{\mathrm {d} t}}={\frac {1}{2}}{r^{2}}{\dot {\theta }}.}
La vitesse aréolaire constante s'exprime par :
{\displaystyle {\dot {A}}={\frac {\Delta {A}}{\Delta {t}}}={\frac {\mathrm {d} A}{\mathrm {d} t}}={\frac {C}{2}},}
où C est la constante des aires : {\displaystyle C={r^{2}}{\dot {\theta }}.}

## Démonstration géométrique
Considérons une trajectoire plane.
Au temps t0 = 0, le mobile est en M0. Au temps t, le mobile est en M.
On appelle A l'aire balayée par le rayon vecteur du temps t0 au temps t.
Au bout du temps dt, le rayon vecteur aura balayé le secteur OMM' = d A.
Les coordonnées du point M sont, en coordonnées cartésiennes, x et y ou bien, en coordonnées polaires, ρ (pour le rayon) et θ (pour l'angle).
Celles de M' sont, en coordonnées cartésiennes, x + dx et y + dy, ou bien, en coordonnées polaires, ρ + dρ et θ + dθ.

### Évaluation en coordonnées polaires
On évalue l'aire du secteur OMM', qui se confond avec l'aire du triangle OMM'.
{\displaystyle OMM'=\mathrm {d} A={\frac {1}{2}}\cdot OM\cdot OM'\cdot \sin({\widehat {MOM'}}).}
c'est-à-dire :
{\displaystyle \mathrm {d} A={\frac {1}{2}}\rho (\rho +\mathrm {d} \rho )\sin(\mathrm {d} \theta )}.
On peut négliger l'infiniment petit dρ devant la quantité finie ρ, et confondre le sinus avec l'angle infiniment petit dθ, car {\displaystyle {\frac {\sin(\mathrm {d} \theta )}{\mathrm {d} \theta }}} a pour limite 1.
On obtient donc l'aire du triangle infinitésimal OMM' :
{\displaystyle dA={\frac {1}{2}}\rho ^{2}\mathrm {d} \theta }.
Et donc la vitesse aréolaire en coordonnées polaires :
{\displaystyle {\frac {\mathrm {d} A}{\mathrm {d} t}}={\frac {1}{2}}\rho ^{2}{\frac {\mathrm {d} \theta }{\mathrm {d} t}}}.

### Évaluation en coordonnées cartésiennes
L'aire du triangle infinitésimal OMM' est donnée par le déterminant :
{\displaystyle {\begin{aligned}\mathrm {d} A&={\frac {1}{2}}{\begin{vmatrix}x&x+\mathrm {d} x&0\\y&y+\mathrm {d} y&0\\0&0&1\end{vmatrix}}={\frac {1}{2}}(x\mathrm {d} y-y\mathrm {d} x)\end{aligned}}}
D'où on tire la vitesse aréolaire en coordonnées cartésiennes :
{\displaystyle {\frac {\mathrm {d} A}{\mathrm {d} t}}={\frac {1}{2}}\left(x{\frac {\mathrm {d} y}{\mathrm {d} t}}-y{\frac {\mathrm {d} x}{\mathrm {d} t}}\right)}

## Lien avec le moment cinétique
Par définition, le moment cinétique est donné, pour un mobile de masse m, par :
{\displaystyle {\vec {L}}_{O}=m\,{\vec {OM}}\wedge {\vec {v}}}
avec {\displaystyle {\begin{aligned}{\vec {OM}}&=\left({\begin{matrix}x\\y\\0\end{matrix}}\right)\end{aligned}}}la position du mobile,

et {\displaystyle {\begin{aligned}{\vec {v}}&=\left({\begin{matrix}{\frac {\mathrm {d} x}{\mathrm {d} t}}\\{\frac {\mathrm {d} y}{\mathrm {d} t}}\\0\end{matrix}}\right)\end{aligned}}} est la vitesse du mobile en mouvement.
Or, selon les propriétés du produit vectoriel ∧, le mouvement étant dans le plan {\displaystyle \left({\vec {Ox}},{\vec {Oy}}\right)},
{\displaystyle {\vec {OM}}\wedge {\vec {v}}=\left(x{\frac {\mathrm {d} y}{\mathrm {d} t}}-y{\frac {\mathrm {d} x}{\mathrm {d} t}}\right){\vec {Oz}}}
Donc :
{\displaystyle {\vec {L}}_{O}=2m{\frac {\mathrm {d} A}{\mathrm {d} t}}{\vec {Oz}}}
{\displaystyle {\frac {\mathrm {d} A}{\mathrm {d} t}}{\vec {Oz}}={\frac {{\vec {L}}_{O}}{2m}}}
Le moment cinétique est donc une quantité de mouvement aréolaire, reportée sur l'axe perpendiculaire au plan du mouvement.

Historiquement, ces deux notions ont été développées parallèlement, par les scientifiques Patrice d'Arcy, Daniel Bernoulli, Leonhard Euler, à la suite de constats similaires.

## Analogie entre mouvement de translation et mouvement aréolaire
Supposons une masse m, positionnée en (x,y,0), affectée d'une force dont les coordonnées sont (Fx,Fy,0).
Le principe fondamental de la dynamique permet d'écrire :
{\displaystyle m{\frac {\mathrm {d} ^{2}x}{\mathrm {d} t^{2}}}=F_{x}} (1)
{\displaystyle m{\frac {\mathrm {d} ^{2}y}{\mathrm {d} t^{2}}}=F_{y}} (2)
L'équation (1) multipliée par x, puis retranchée à l'équation (2), elle-même préalablement multipliée par y, permet d'obtenir :
{\displaystyle m\left({\frac {x\,\mathrm {d} ^{2}y-y\,\mathrm {d} ^{2}x}{\mathrm {d} t^{2}}}\right)=x\,F_{y}-y\,F_{x}} (3)
D'une part, dans la partie gauche de l'équation, on reconnaît la dérivée seconde de l'aire balayée par rapport au temps, autrement dit, l'accélération aréolaire : 
{\displaystyle \left({\frac {x\,\mathrm {d} ^{2}y-y\,\mathrm {d} ^{2}x}{\mathrm {d} t^{2}}}\right)=2{\frac {\mathrm {d} ^{2}A}{\mathrm {d} t^{2}}}}.
D'autre part, dans la partie droite de l'équation, on reconnaît le moment de la force par rapport à l'origine :
{\displaystyle x\,F_{y}-y\,F_{x}=OM\wedge F={\mathcal {M}}_{F/O}}.
Si bien que l'équation (3) peut se réécrire :
{\displaystyle 2m{\frac {\mathrm {d} ^{2}A}{\mathrm {d} t^{2}}}={\mathcal {M}}_{F/O}}
On peut encore remarquer, que, multipliant l'accélération aréolaire par l'élément de surface dA, permet d'aboutir à la différentielle du carré de la vitesse aréolaire :
{\displaystyle \mathrm {d} \left({\frac {\mathrm {d} A}{\mathrm {d} t}}\right)^{2}=2{\frac {\mathrm {d} A}{\mathrm {d} t}}{\frac {\mathrm {d} ^{2}A}{\mathrm {d} t}}=2\mathrm {d} A{\frac {\mathrm {d} ^{2}A}{\mathrm {d} t^{2}}}=2{\frac {\mathrm {d} ^{2}A}{\mathrm {d} t^{2}}}\mathrm {d} A}
De là, on aboutit à une forme différentielle d'ordre 2, liant carré de la vitesse aréolaire et moment de la force :
{\displaystyle m\ \mathrm {d} \left({\frac {\mathrm {d} A}{\mathrm {d} t}}\right)^{2}={\mathcal {M}}_{F/O}\,\mathrm {d} A}
Ou encore, en notant : {\displaystyle {\mathcal {W}}={\frac {\mathrm {d} A}{\mathrm {d} t}}} :
{\displaystyle m\ \mathrm {d} {\mathcal {W}}^{2}={\mathcal {M}}_{F/O}\,\mathrm {d} A}
Par comparaison, dans un mouvement de translation à une dimension, la différentielle du carré de la vitesse s'écrira :
{\displaystyle \mathrm {d} v^{2}=2\ v\ \mathrm {d} v=2{\frac {\mathrm {d} x}{\mathrm {d} t}}{\frac {\mathrm {d} ^{2}x}{\mathrm {d} t}}=2\ \mathrm {d} x\ {\frac {\mathrm {d} ^{2}x}{\mathrm {d} t^{2}}}=2{\frac {F_{x}}{m}}\mathrm {d} x}
Cela permet d'écrire le principe fondamental de la dynamique comme une forme différentielle d'ordre 1 
{\displaystyle {\frac {1}{2}}m\mathrm {d} v^{2}=F_{x}\mathrm {d} x},
dont la forme est à un facteur 2 près analogue à la formule trouvée à l'ordre 2 : 
{\displaystyle m\,\mathrm {d} {\mathcal {W}}^{2}={\mathcal {M}}_{F/O}\,\mathrm {d} A}
pourvu que l'on prenne la vitesse aréolaire pour la vitesse, le moment de la force pour la force, l'élément de surface balayée pour le déplacement élémentaire.

## Loi des aires
Si la vitesse aréolaire est constante, les aires balayées sont proportionnelles au temps.
Soit alors C une constante. Si la vitesse aréolaire est constante, on a :
{\displaystyle \rho ^{2}{\frac {\mathrm {d} \theta }{\mathrm {d} t}}=C}
La dérivée en temps donne :
{\displaystyle 2\rho {\frac {\mathrm {d} \rho }{\mathrm {d} t}}\cdot {\frac {\mathrm {d} \theta }{\mathrm {d} t}}+\rho ^{2}{\frac {\mathrm {d} ^{2}\theta }{\mathrm {d} t^{2}}}=0}
Ou bien :
{\displaystyle \rho \left(2{\frac {\mathrm {d} \rho }{\mathrm {d} t}}\cdot {\frac {\mathrm {d} \theta }{\mathrm {d} t}}+\rho {\frac {\mathrm {d} ^{2}\theta }{\mathrm {d} t^{2}}}\right)=0}
Or, {\displaystyle 2{\frac {\mathrm {d} \rho }{\mathrm {d} t}}\cdot {\frac {\mathrm {d} \theta }{\mathrm {d} t}}+\rho {\frac {\mathrm {d} ^{2}\theta }{\mathrm {d} t^{2}}}} est la composante de l'accélération perpendiculaire au rayon vecteur.
Ce qui montre que si la vitesse aréolaire est constante, la composante de l'accélération perpendiculaire au rayon vecteur est nulle.

## Exemples

### Mobile décrivant une ellipse, dont la vitesse aréolaire au centre de l'ellipse est constante.
Dans une telle situation l'accélération vers le centre (donc la force) est proportionnelle à la distance au centre de l'ellipse. C'est une loi de type Loi de Hooke.
En effet, l'ellipse a pour équation :
{\displaystyle {\begin{cases}x=a\cos(\phi )\\y=b\sin(\phi )\end{cases}}}
En coordonnées rectangulaires, la dérivation par le temps donne :
{\displaystyle {\begin{cases}{\frac {dx}{dt}}=-a\sin(\phi )\,{\frac {d\phi }{dt}}\\{\frac {dy}{dt}}=b\cos(\phi )\,{\frac {d\phi }{dt}}\end{cases}}}
Ainsi la vitesse aréolaire s'écrit-elle {\displaystyle {\frac {\mathrm {d} A}{\mathrm {d} t}}={\frac {1}{2}}\left(x{\frac {\mathrm {d} y}{\mathrm {d} t}}-y{\frac {\mathrm {d} x}{\mathrm {d} t}}\right)={\frac {ab}{2}}{\frac {\mathrm {d} \phi }{\mathrm {d} t}}=\mathrm {C} }
On en déduit que la vitesse angulaire est constante :
{\displaystyle {\frac {\mathrm {d} \phi }{\mathrm {d} t}}={\frac {\mathrm {2} C}{a\,b}}=\mathrm {K} }
d'où {\displaystyle \phi =\mathrm {K} t}
Et donc la loi du mouvement est :
{\displaystyle {\begin{cases}x=a\cos(\mathrm {K} t)\\y=b\sin(\mathrm {K} t)\end{cases}}}
D'autre part, l'on sait que la vitesse aréolaire étant constante, la composante de l'accélération perpendiculaire au rayon vecteur est nulle. Nous avons alors
{\displaystyle {\frac {\mathrm {d} ^{2}x}{\mathrm {d} t^{2}}}=\Gamma _{n}\cos(\phi )=\Gamma _{n}{\frac {x}{\rho }}}.
Avec les notations suivantes :
Γn : accélération sur le rayon vecteur (pointant donc vers le centre de l'ellipse)
ϕ : angle entre le rayon vecteur et l'axe des x
ρ : rayon vecteur, distance entre le mobile et le centre de l'ellipse.
Cela donne :
{\displaystyle -a\,\mathrm {K} ^{2}\cos(\mathrm {K} t)=\Gamma _{n}a{\frac {\cos(\mathrm {K} t)}{\rho }}}
d'où : {\displaystyle \Gamma _{n}=-\mathrm {K} ^{2}\rho }

### Mobile décrivant une ellipse, dont la vitesse aréolaire à un foyer de l'ellipse est constante
Dans un tel cas, l'accélération sur le rayon vecteur est proportionnelle à l'inverse du carré de la distance au foyer de l'ellipse. C'est une loi de type Loi universelle de la gravitation. Voir aussi les lois de Kepler.